# Deniz Akkaya
Deniz Akkaya (* 3. August 1977 in Istanbul) ist eine türkische Schauspielerin und Model. Sie wurde im Jahr 1997 als bestes Model der Türkei ausgezeichnet.

## Leben und Karriere
Deniz Akkaya wurde am 3. August 1977 in Istanbul geboren und besitzt tscherkessische Wurzeln. Sie studierte an der İstanbul Üniversitesi. Im Jahr 1997 wurde sie zum Best Model of Turkey gekürt.
Im Jahr 2006 wurde sie Hauptjurorin der einzigen Staffel der Reality Show Top Model Türkiye, welche als Pendant zum amerikanischen Format Next Topmodel gilt.
Neben ihrer Modelaufbahn spielte sie auch als Schauspielerin in einigen Filmen mit. Ihr Debüt gab sie 2002 in dem Film Yeşil Işık – Das grüne Leuchten. 2003 trat Akkaya in Vizontele Tuuba auf. Daneben ist Akkaya auch in Musikvideos von bekannten türkischen Künstlern wie Deniz Seki, İrem Derici oder Nihat Doğan zu sehen.

## Filmografie

### Filme
- 2002: Yeşil Işık – Das grüne Leuchten
- 2003: Vizontele Tuuba
- 2004: Okul
- 2007: Living & Dying
- 2008: Maskeli Beşler: Kıbrıs
- 2021: Hababam Sınıfı Yaz Oyunları

### Serien
- 1996–1997: Hemşehrim
- 2003: Şarkılar Seni Söyler
- 2004: Metro Palas
- 2006: Top Model Türkiye (Jury-Mitglied)

### Musikvideos
- 1996: Maçoyum Ben (von Nihat Doğan)
- 2015: Hayat İki Bilet (von Deniz Seki)
- 2016: Bambaşka Biri (von İrem Derici & Yasin Keleş)